# Apataki (atolón)
Apataki es un atolón de las Tuamotu en la Polinesia Francesa. Administrativamente es una comuna asociada a la Comuna de Arutua. Geográficamente forma parte de las islas Palliser. Está situado a 19 km al este de Arutua y a 370 km al noreste de Tahití.

## Geografía
Tiene unas dimensiones de 36 km de largo y 25 km de ancho, con una superficie total, incluida la laguna, de 706 km ². El atolón dispone de dos pasos en el interior de la laguna: Aimonu al noroeste y Haniuru al suroeste.
La villa principal es Niutahi situada al noroeste junto al paso de Aimonu y con un aeródromo cerca de la villa. Los 350 habitantes (censo de 2012) viven de la producción de perlas, de la pesca y el cultivo de copra y nono (fruto tropical de nombre científico Morinda citrifolia).

## Historia
Fue descubierto la tarde del 21 de mayo de 1722 por Jacob Roggeveen que lo llamó Avondstond ('noche'). Otro nombre histórico del atolón es Hagenmeister.

## Imágenes y mapas

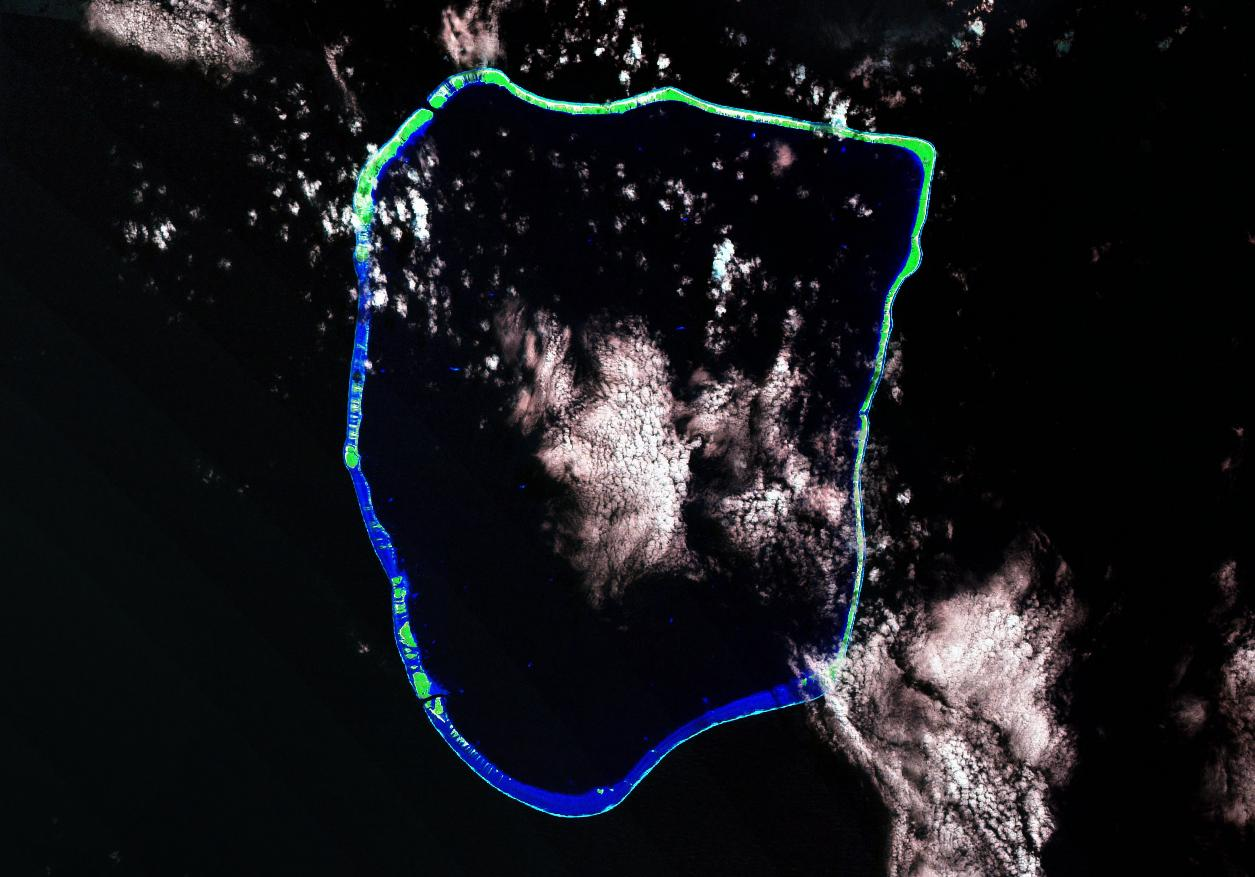
Fuente imagen: Landsat S-06-15_2000 (1:225,000)
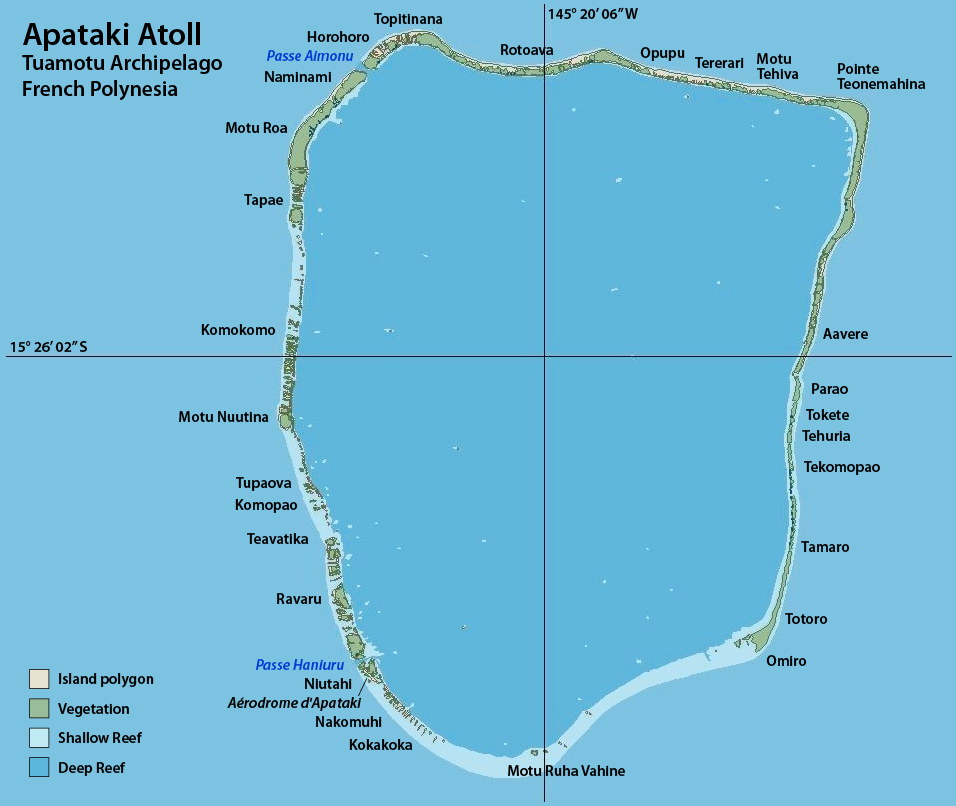
Fuente imagen: Mapa 1:225,000
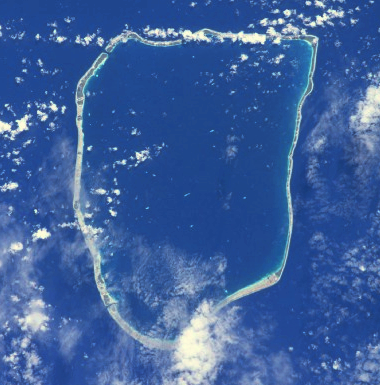
Fuente imagen: ISS006-E-38475